# Assueer Jacob Schimmelpenninck van der Oye (1769-1810)
Assueer Jacob Schimmelpenninck van der Oye, heer van Watergoor (Zutphen, 10 juni 1769 - Huize Watergoor, Nijkerk, 13 juni 1810) was een Nederlands politicus en magistraat. 
Schimmelpenninck van der Oye was een lid van de oude adellijke familie Schimmelpenninck van der Oye. Hij was getrouwd met Henriette Assuëra Charlotte Juliana Alexandrina barones van Pallandt (1773-1855). Hij was  lid van de ridderschap van  Veluwe, ambtsjonker van Nijkerk, burgemeester van Hattem en president van het Hof van Justitie te Batavia.